# Liste der Biografien/Golt
Liste der Biografien |
Portal Biografien |
Personensuche
# |
A |
B |
C |
D |
E |
F |
G |
H |
I |
J |
K |
L |
M |
N |
O |
P |
Q |
R |
S |
T |
U |
V |
W |
X |
Y |
Z |
?
 
Ga |
Gb |
Gc |
Gd |
Ge |
Gf |
Gh |
Gi |
Gj |
Gk |
Gl |
Gm |
Gn |
Go |
Gp |
Gq |
Gr |
Gs |
Gu |
Gv |
Gw |
Gy |
Gz
 
Goa |
Gob |
Goc |
God |
Goe |
Gof |
Gog |
Goh |
Goi |
Goj |
Gok |
Gol |
Gom |
Gon |
Goo |
Gop |
Gor |
Gos |
Got |
Gou |
Gov |
Gow |
Goy |
Goz
 
Gola |
Golb |
Golc |
Gold |
Gole |
Golf |
Golg |
Goli |
Golj |
Golk |
Goll |
Golm |
Goln |
Golo |
Golp |
Gols |
Golt |
Golu |
Golv |
Goly |
Golz
Die Liste der Biografien führt alle Personen auf, die in der deutschsprachigen Wikipedia einen Artikel haben. Dieses ist eine Teilliste mit 113 Einträgen von Personen, deren Namen mit den Buchstaben „Golt“ beginnt.

## Golt

### Golta
- Golta, Raphael (* 1975), Schweizer Politiker (SP)
- Golta, Youhanna (1937–2022), ägyptischer Geistlicher und koptisch-katholischer Kurienbischof in Alexandria

### Goltd
- Goltdammer, Theodor (1801–1872), deutscher Jurist und Richter

### Golte
- Golte-Bechtle, Marianne (1941–2023), deutsche wissenschaftliche Grafikerin, Illustratorin und Künstlerin
- Gölter, Georg (* 1938), deutscher Politiker (CDU), MdB, MdLGeorg Gölter (* 1938)

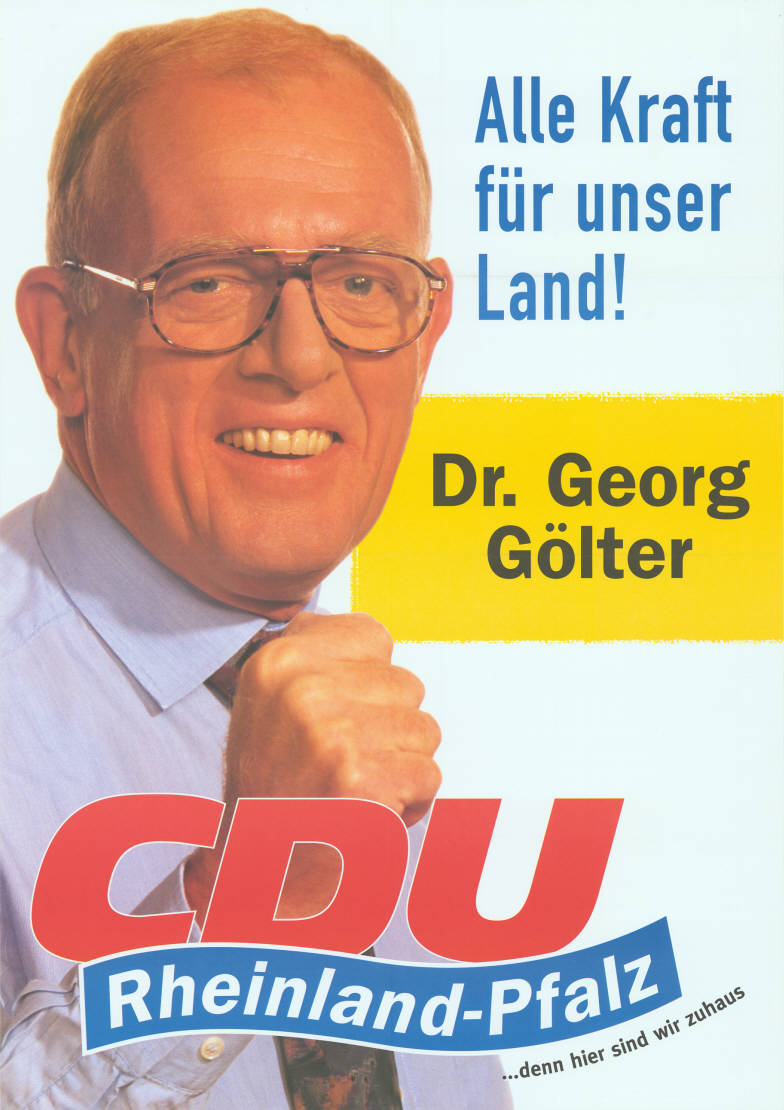
Georg Gölter (* 1938)

- Golter, Marcus (* 1966), deutscher Bildhauer
- Goltermann, Charlotte (* 1964), deutsche Film-Musikberaterin, Musikverlegerin, Managerin und Fotografin
- Goltermann, Georg (1824–1898), deutscher Cellist und Komponist
- Goltermann, Julius (1823–1876), deutscher Cellist und Komponist
- Goltermann, Svenja (* 1965), deutsche Historikerin

### Golth
- Golther, Ludwig von (1823–1876), deutscher Politiker, Minister in Württemberg
- Golther, Wolfgang (1863–1945), deutscher Germanist
- Golthorn, Heinrich von (1235–1307), deutscher Erzbischof von Bremen

### Goltl
- Göltl, Lorenz (1889–1934), österreichischer Politiker (Landbund), Landtagsabgeordneter

### Golto
- Goltok, Malachy John (1965–2015), nigerianischer römisch-katholischer Geistlicher und Bischof von Bauchi

### Golts
- Goltsch, Franz (1865–1921), österreichischer Schriftsteller und Dichter
- Goltschnigg, Dietmar (* 1944), österreichischer Germanist
- Goltstein van Oldenaller, Willem van (1831–1901), niederländischer Diplomat und Politiker, Mitglied der Zweiten und Ersten Kammer der Generalstaaten, Minister und Gesandter
- Goltstein, Arthur von (1813–1882), preußischer Parlamentarier
- Goltstein, Jan Karel van (1794–1872), niederländischer Rechtsanwalt und parteiloser Politiker
- Goltstein, Johann Ludwig von (1717–1779), Finanzminister, Statthalter

### Goltw
- Goltwurm, Kasper (1524–1559), lutherischer Theologe

### Golty
- Goltyr-Maler, attisch-schwarzfiguriger Vasenmaler

### Goltz
- Goltz, Alexander Demetrius (1857–1944), österreichischer Maler
- Goltz, Alexander von der (1800–1870), preußischer Offizier und Schriftsteller
- Goltz, Alexander von der (1832–1912), deutscher Jurist und Politiker
- Goltz, Alexander Wilhelm von der (1774–1820), preußischer Generalmajor und zuletzt Kommandeur der 16. Kavallerie-Brigade
- Goltz, Alfred (1877–1937), deutscher Opernsänger (Bariton, Tenor)
- Goltz, Andreas (* 1970), deutscher Althistoriker
- Goltz, Anton Gottlieb von der (1746–1821), preußischer Kammerpräsident und Landrat
- Goltz, Anton von der (1828–1902), deutscher Rittergutsbesitzer und Mitglied des deutschen Reichstags
- Goltz, August Leopold von der (1750–1822), preußischer Landrat und Landesdirektor
- Goltz, August Stanislaus von der (1725–1795), deutscher königlich-polnischer und kurfürstlich-sächsischer Generalleutnant
- Goltz, August von der (1765–1832), preußischer Politiker
- Goltz, August von der (1802–1873), preußischer Generalleutnant
- Goltz, Balthasar Friedrich von der (1708–1757), preußischer Oberst und Kommandeur des Regiments Nr. 33 und eines Grenadierbataillons
- Goltz, Balthasar von der (1610–1688), kurbrandenburger Obrist
- Goltz, Bogumil (1801–1870), polnischer humoristisch-pädagogischer Schriftsteller
- Goltz, Carl von der (1794–1865), preußischer Landrat
- Goltz, Caspar Martin von der (1696–1762), preußischer Landrat
- Goltz, Christel (1912–2008), deutsche Opernsängerin (Sopran)
- Goltz, Christian von der (* 1959), deutscher Jazzmusiker (Piano, Komposition)
- Goltz, Christoph Heinrich von der (1600–1643), schwedischer Obrist im Dreißigjährigen Krieg
- Goltz, Christoph Heinrich von der (1663–1739), preußischer General, Kommandant von Magdeburg
- Goltz, Colmar von der (1843–1916), preußischer Generalfeldmarschall und MilitärhistorikerColmar von der Goltz (1843–1916)

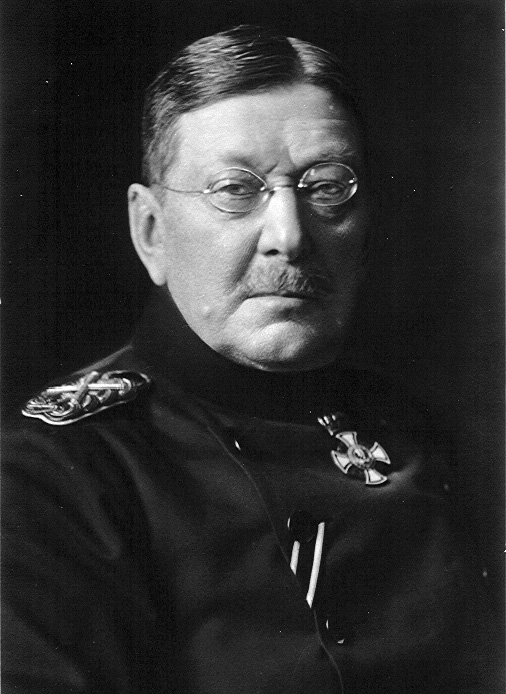
Colmar von der Goltz (1843–1916)

- Goltz, Conrad von der (1857–1917), deutscher Diplomat und Generalkonsul
- Goltz, Conrad von der (1928–2023), deutscher Violinist
- Goltz, Dietlinde (1937–2020), deutsche Medizin- und Pharmaziehistorikerin
- Goltz, Eduard von der (1870–1939), lutherischer Theologe
- Goltz, Emilie von der (1833–1907), preußische Hofdame und deutsche Schriftstellerin
- Goltz, Ferdinand von der (1795–1867), preußischer Generalleutnant und zuletzt Kommandeur der 10. Division
- Goltz, Franz Joachim von der († 1717), kursächsischer Generalleutnant und Gesandter sowie Erbherr auf Machlin und Beeskow
- Goltz, Franziska (* 1985), deutsche Seglerin
- Goltz, Friedrich (1834–1902), deutscher Physiologe und Neffe des Schriftstellers Bogumil Goltz
- Goltz, Friedrich von der (1741–1803), preußischer Leutnant und Landrat
- Goltz, Friedrich von der (1830–1900), preußischer Generalleutnant
- Goltz, Friedrich von der (1856–1905), deutscher Verwaltungsbeamter
- Goltz, Georg Conrad von der (1852–1930), preußischer General der Infanterie, Militärschriftsteller, Komponist
- Goltz, Georg Günther von der (1654–1716), königlich polnischer und kursächsischer Generalleutnant
- Goltz, Georg Konrad von der (1704–1747), preußischer Generalmajor, Generalkriegskommissar, Amtshauptmann von Cottbus, Peitz und Aschersleben
- Goltz, Georg Wilhelm von der (1721–1767), polnischer General und Diplomat
- Goltz, George Ernst von der (1705–1755), preußischer Landrat in der Neumark
- Goltz, Glenn (* 1971), deutscher Schauspieler
- Goltz, Gottfried von der (* 1964), deutscher Violinist und Dirigent
- Goltz, Gustav von der (1799–1868), deutscher Landrat und Abgeordneter der Frankfurter Nationalversammlung
- Goltz, Gustav von der (1801–1870), preußischer Generalleutnant
- Goltz, Gustav von der (1831–1909), preußischer Landrat
- Goltz, Hans (1873–1927), deutscher Kunsthändler und ein Pionier der modernen Kunst
- Goltz, Hans Christoph Dietloff von der (1713–1769), preußischer Landrat
- Goltz, Hans von der (1926–2018), deutscher Jurist, Unternehmer, Manager, Schriftsteller und Bildhauer
- Goltz, Heinrich von der (1648–1725), kurbrandenburger Generalmajor und russischer Feldmarschallleutnant
- Goltz, Heinrich von der (1775–1822), preußischer Generalleutnant und Gesandter
- Goltz, Henning Bernd von der (1718–1757), preußischer Major und Ritter des Ordens Pour le Mérite
- Goltz, Hermann (1946–2010), deutscher Theologe und Ostkirchenkundler
- Goltz, Hermann von der (1835–1906), deutscher evangelischer Theologe
- Goltz, Horst von der, deutscher Spion
- Goltz, Hubertus von der (* 1941), deutscher Bildhauer und Installationskünstler
- Goltz, Joachim Rüdiger von der (1620–1688), dänischer und kursächsischer Generalfeldmarschall
- Goltz, Joachim von der (1892–1972), deutscher Schriftsteller
- Goltz, Johann Wilhelm von der (1737–1793), preußischer Generalmajor, Chef des Husarenregiments Nr. 8
- Goltz, Karl Alexander von der (1739–1818), preußischer Oberst, portugiesischer Feldmarschall und dänischer Generalleutnant
- Goltz, Karl Christoph von der (1707–1761), preußischer Militär und Adliger
- Goltz, Karl Franz von der (1740–1804), preußischer Generalleutnant, sowie geheimer Staats und Kriegsminister
- Goltz, Karl Friedrich von der (1815–1901), preußischer General der Kavallerie
- Goltz, Karl Heinrich von der (1803–1881), preußischer Generalleutnant
- Goltz, Karl von der (1798–1878), preußischer General der Kavallerie
- Goltz, Karl von der (1842–1916), preußischer Jurist und Landrat des Kreises Heinsberg
- Goltz, Konrad von der (1883–1938), deutscher Verwaltungsjurist und Landrat
- Goltz, Kristin von der (* 1966), deutsche Cellistin
- Goltz, Kuno von der (1817–1897), preußischer General der Infanterie sowie Abgeordneter im norddeutschen Reichstag
- Goltz, Leopold Heinrich von der (1746–1816), preußischer Generalleutnant, Chef der Leibkürassiere, Gesandter
- Goltz, Martin Maximilian von der († 1653), kaiserlicher Feldzeugmeister
- Goltz, Max von der (1838–1906), deutscher Admiral
- Goltz, Moritz († 1548), deutscher Buchhändler und Verleger
- Goltz, Moritz von der (1820–1881), preußischer Generalleutnant
- Goltz, Paolo (* 1985), argentinischer Fußballspieler
- Goltz, Reinhard (* 1953), deutscher Autor, Niederdeutsch-Experte
- Goltz, Robert von der (1811–1855), deutscher Richter, Offizier und Abgeordneter in Schlesien; Bürgermeister von Brieg
- Goltz, Robert von der (1817–1869), preußischer Diplomat und Politiker

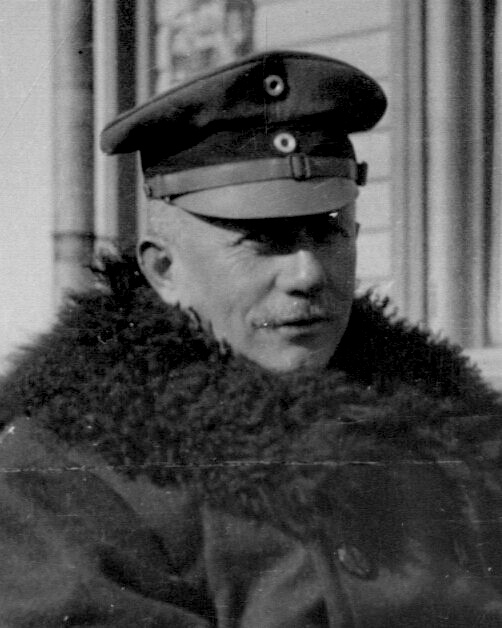
Rüdiger von der Goltz (1865–1946)

- Goltz, Rüdiger von der (1837–1910), deutscher Politiker, MdR und Gutsbesitzer
- Goltz, Rüdiger von der (1865–1946), deutscher Generalleutnant, Freikorpsführer, Gegner der Weimarer RepublikRüdiger von der Goltz (1865–1946)
- Goltz, Rüdiger von der (1869–1945), deutscher Rittergutsbesitzer und Landrat
- Goltz, Rüdiger von der (1894–1976), deutscher Jurist und Politiker (NSDAP), MdR
- Goltz, Theodor von der (1836–1905), deutscher Agrarwissenschaftler
- Goltz, Wasa von der (1807–1874), preußischer Generalleutnant
- Goltz, Wilhelm Bernhard von der (1736–1795), preußischer Offizier und Diplomat
- Goltz, Wilhelm Heinrich von der (1724–1789), preußischer Offizier, zuletzt Generalleutnant
- Goltz, Willibald von der (1829–1899), preußischer Generalmajor
- Goltzen, Herbert (1904–1979), deutscher evangelischer Pfarrer und Mitinitiator des Pfarrernotbundes
- Goltzius, Hendrick (* 1558), niederländischer Maler und Kupferstecher
- Goltzius, Hubrecht, niederländischer Maler und Begründer einer Malerdynastie
- Goltzsche, Dieter (* 1934), deutscher Maler und Grafiker
- Goltzsche-Schwarz, Ingrid (1936–1992), deutsche Grafikerin